# Refugis antiaeris del Mallol
Els refugis antiaeris del Mallol són dos refugis antiaeris de la vila del Mallol al municipi de la Vall d'en Bas (Garrotxa) protegits com a bé cultural d'interès local.

## Descripció
Els refugis es troben a prop de l'escola Verntallat, al costat de la carretera que porta a Sant Privat d'en Bas i actualment es troben en força mal estat.
Es feren durant la Guerra Civil Espanyola per a protegir-se dels bombardejos. La zona on es troben no és casual, atès que es construí un aeròdrom improvisat en aquella zona, enmig dels camps de cultiu.